# Кения (королевство Содружества)
Королевство Содружества Кения (англ. The Commonwealth realm of Kenya) — период истории Кении между ликвидацией колониального статуса и провозглашением республики.
12 декабря 1963 года Британская Кения получила независимость, став членом Содружества наций. Главой государства считалась британская королева, представленная генерал-губернатором (им был Малькольм Макдональд), премьер-министром — Джомо Кениата.
1 июня 1964 года парламент внёс изменения в Конституцию, сделав Кению республикой. Конституция вступила в силу 12 декабря 1964 года, и Джомо Кениата стал первым президентом страны.